# Ballonema gracilipes
Ballonema gracilipes är en mångfotingart som beskrevs av Karl Wilhelm Verhoeff 1904. Ballonema gracilipes ingår i släktet Ballonema och familjen spindelfotingar.
Artens utbredningsområde är Papua Nya Guinea. Inga underarter finns listade i Catalogue of Life.